# 加卜平原

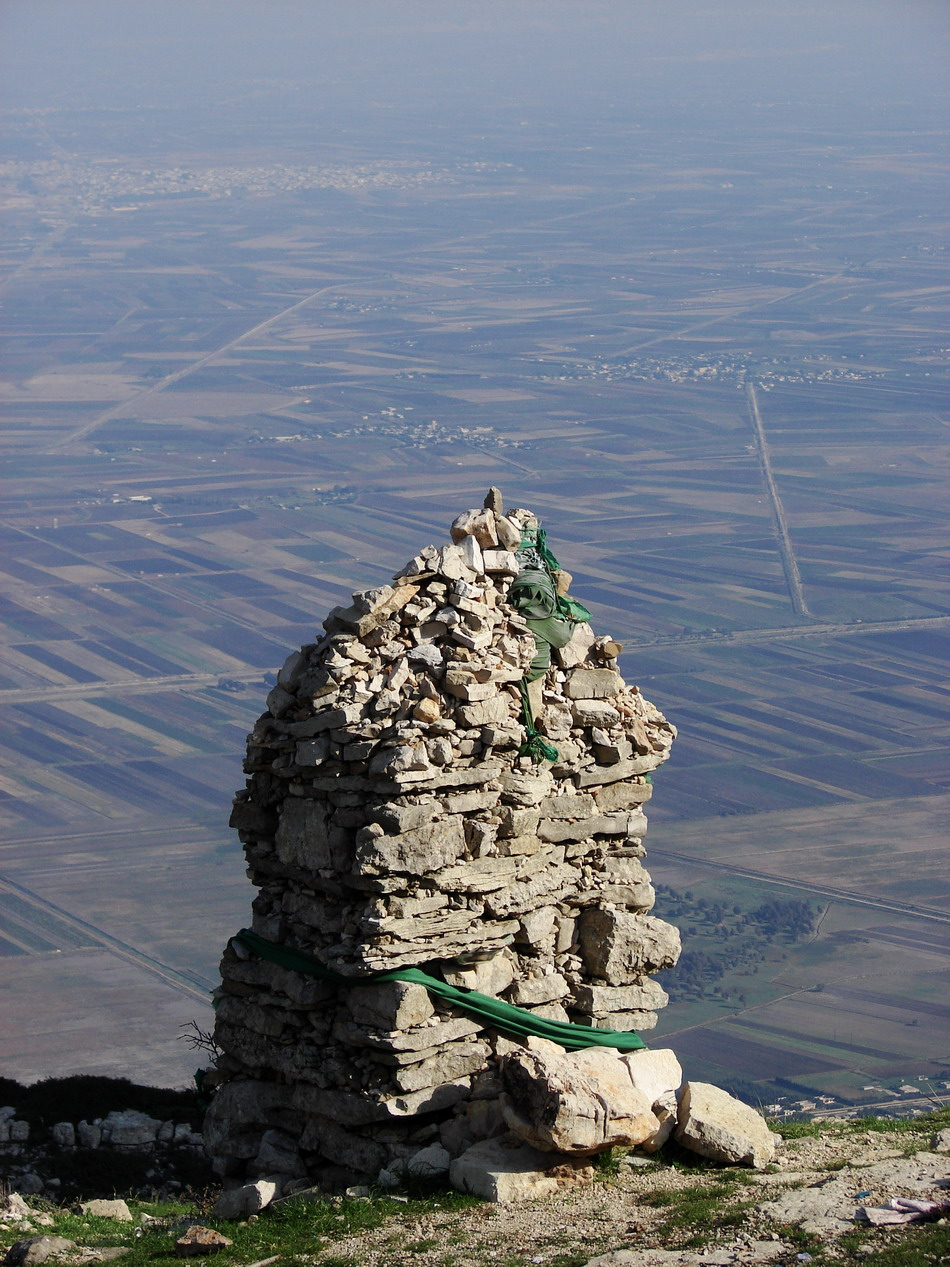
加卜平原

加卜平原（阿拉伯語：سهل الغاب）為在叙利亚西北部的一片平原谷地，大部分坐落在蘇恰拉比耶區境內。奥龙特斯河由南至北的流過加卜平原，之後在瑪哈德（位於哈马西北方）附近注入。
此谷地曾被奥龙特斯河的河水浸沒而形成一片沼澤，並且持續幾個世紀。1950年代啟動了「加卜計畫」（Ghab project），將谷地中的河水排出，使該地成為可居住及耕地的地方，也額外供給41,000公頃的灌溉農田。
此谷地長63公里，寬12.1公里，夾於海岸山脈之扎維耶山與東側的高地之間。

## 漁業
在谷地河水尚未抽出以前，加卜曾是奥龙特斯谷境內養殖歐洲巨鯰的中心。

## 加卜計畫
1953年啟動的加卜計畫被認為是敘利亞北部最重要的水利工程之一。由於奥龙特斯河在流入Al-Asharinah地區時坡度較緩（0.10%），因此無足夠的水來供給周邊地區。該項計畫為將平地內的河水排出。1968年，平地內的河水完全排出。
這項計畫使該地區有很大的面積適合農業生產，且也採用新的灌溉系統。該灌溉系統包含堰壩、灌溉运河以及管網排水等。另外在瑪哈德、扎伊宗、卡爾庫爾以及其他村落中興建多座大壩。瑪哈德大壩建於1961年，壩高40公尺，壩長200公尺，最大蓄水量65,000,000立方公尺。扎伊宗大壩建於1996年，壩高32公尺，最大蓄水量71,000,000立方公尺；2002年6月，因壩堤出現了一個大坑而潰堤，淹沒了下游農村地區80平方公里的土地，造成22人死亡、超過2,000人被迫撤離。
加卜計畫啟動之後可藉由修築道路與鐵路來改善交通運輸系統，為該項計畫的另一個優點。由於該地區不再有滯留水停留，因此罹患疟疾的風險也逐漸減少。

## 魯傑平原
位於加卜平原東北方的魯傑平原（سهل الروج）為一片小型的平原谷地，坐落於加卜平原與阿米克平原之間，即伊德利卜西方。許多古代考古遺跡皆坐落於此。